# Ledebouria revoluta
Ledebouria revoluta är en sparrisväxtart som först beskrevs av Carl von Linné d.y., och fick sitt nu gällande namn av John Peter Jessop. Ledebouria revoluta ingår i släktet Ledebouria och familjen sparrisväxter. Inga underarter finns listade i Catalogue of Life.